# Saut en hauteur masculin aux Jeux olympiques d'été de 2024
Pour des articles plus généraux, voir Athlétisme aux Jeux olympiques d'été de 2024 et Saut en hauteur aux Jeux olympiques.
Navigation
Tokyo 2020 Los Angeles 2028
L'épreuve du saut en hauteur masculin aux Jeux olympiques de 2024 se déroule les 7 et 10 août 2024 au Stade de France au nord de Paris, en France.

## Records
Avant cette compétition, les records dans cette discipline étaient les suivants :
| Record du monde  | Javier Sotomayor (CUB) | 2,45 m | Salamanque | 27 juillet 1993 |
| Record olympique | Charles Austin (USA)   | 2,39 m | Atlanta    | 27 juillet 1996 |

## Programme
| Date            | Horaire | Manche         |
| --------------- | ------- | -------------- |
| Mercredi 7 août | 10 h 00 | Qualifications |
| Samedi 10 août  | 18 h 30 | Finale         |

## Résultats
Légende
- o : essai réussi
- x : essai manqué
- - : impasse

### Finale
| Rang                                | Athlète               | Pays             | Hauteurs | Hauteurs | Hauteurs | Hauteurs | Hauteurs | Hauteurs | Hauteurs | Hauteurs | Hauteurs | Hauteurs | Marque | Notes |
| Rang                                | Athlète               | Pays             | 2,17 m   | 2,22 m   | 2,27 m   | 2,31 m   | 2,34 m   | 2,36 m   | 2,38 m   | 2,38 m   | 2,36 m   | 2,34 m   | Marque | Notes |
| ----------------------------------- | --------------------- | ---------------- | -------- | -------- | -------- | -------- | -------- | -------- | -------- | -------- | -------- | -------- | ------ | ----- |
| Médaille d'or, Jeux olympiques      | Hamish Kerr           | Nouvelle-Zélande | o        | o        | o        | xxo      | o        | o        | xxx      | x        | x        | o        | 2,36 m | =AR   |
| Médaille d'argent, Jeux olympiques  | Shelby McEwen         | États-Unis       | o        | o        | o        | o        | xxo      | o        | xxx      | x        | x        | x        | 2,36 m | PB    |
| Médaille de bronze, Jeux olympiques | Mutaz Essa Barshim    | Qatar            | -        | o        | o        | o        | o        | xx-      | x        |          |          |          | 2,34 m | SB    |
| 4                                   | Stefano Sottile       | Italie           | o        | o        | o        | xo       | o        | xxx      |          |          |          |          | 2,34 m | PB    |
| 5                                   | Ryoichi Akamatsu      | Japon            | o        | o        | xo       | o        | xxx      |          |          |          |          |          | 2,31 m | PB    |
| 6                                   | Oleh Dorochtchouk     | Ukraine          | o        | o        | xo       | xo       | xxx      |          |          |          |          |          | 2,31 m | PB    |
| 7                                   | Woo Sang-hyeok        | Corée du Sud     | o        | o        | xo       | xxx      |          |          |          |          |          |          | 2,27 m |       |
| 8                                   | Tikhomir Ivanov       | Bulgarie         | xo       | o        | xo       | xxx      |          |          |          |          |          |          | 2,27 m | SB    |
| 9                                   | Jan Štefela           | Tchéquie         | xxo      | o        | xxx      |          |          |          |          |          |          |          | 2,22 m |       |
| 10                                  | Romaine Beckford (en) | Jamaïque         | o        | xo       | xxx      |          |          |          |          |          |          |          | 2,22 m |       |
| 11                                  | Gianmarco Tamberi     | Italie           | -        | xxo      | xxx      |          |          |          |          |          |          |          | 2,22 m |       |
| 12                                  | Brian Raats           | Afrique du Sud   | o        | xxx      |          |          |          |          |          |          |          |          | 2,17 m |       |

### Qualifications
Les 12 meilleurs sauteurs se qualifient pour la finale.
| Rang | Groupe | Athlète                | Pays             | Hauteurs | Hauteurs | Hauteurs | Hauteurs | Marque | Notes |
| Rang | Groupe | Athlète                | Pays             | 2,15 m   | 2,20 m   | 2,24 m   | 2,29 m   | Marque | Notes |
| ---- | ------ | ---------------------- | ---------------- | -------- | -------- | -------- | -------- | ------ | ----- |
| 1    | A      | Shelby McEwen          | États-Unis       | o        | –        | o        | o        | 2,27   | q     |
| 2    | B      | Hamish Kerr            | Nouvelle-Zélande | o        | xxo      | xo       | o        | 2,27   | q     |
| 3    | A      | Mutaz Essa Barshim     | Qatar            | o        | o        | o        | xo       | 2,27   | q     |
| 3    | A      | Woo Sang-hyeok         | Corée du Sud     | o        | o        | o        | xo       | 2,27   | q     |
| 4    | A      | Ryoichi Akamatsu       | Japon            | o        | o        | xxo      | xo       | 2,27   | SB q  |
| 5    | A      | Stefano Sottile        | Italie           | o        | o        | o        | xxx      | 2,24   | q     |
| 6    | B      | Gianmarco Tamberi      | Italie           | -        | o        | o        | xxx      | 2,24   | q     |
| 8    | B      | Romaine Beckford (en)  | Jamaïque         | o        | xo       | o        | xxx      | 2,24   | q     |
| 9    | A      | Brian Raats            | Afrique du Sud   | o        | xxo      | o        | xxx      | 2,24   | q     |
| 10   | A      | Jan Štefela            | Tchéquie         | o        | xxo      | o        | xxx      | 2,24   | q     |
| 11   | B      | Oleh Dorochtchouk      | Ukraine          | o        | o        | xo       | xxx      | 2,24   | q     |
| 12   | B      | Tikhomir Ivanov        | Bulgarie         | o        | xo       | xo       | xxx      | 2,24   | q     |
| 13   | B      | Brandon Starc          | Australie        | xxo      | xo       | xo       | xxx      | 2,24   | SB    |
| 14   | A      | Luis Zayas             | Cuba             | o        | o        | xxo      | xxx      | 2,24   |       |
| 15   | A      | Luis Joel Castro       | Porto Rico       | o        | o        | xxx      | NC       | 2,20   |       |
| 16   | B      | Fernando Ferreira      | Brésil           | o        | o        | xxx      | NC       | 2,20   |       |
| 17   | B      | Erick Portillo         | Mexique          | o        | o        | xxx      | NC       | 2,20   |       |
| 18   | A      | Edgar Rivera           | Mexique          | o        | o        | xxx      | NC       | 2,20   |       |
| 19   | B      | Thomas Carmoy          | Belgique         | o        | xo       | xxx      | NC       | 2,20   |       |
| 20   | B      | JuVaughn Harrison      | États-Unis       | o        | xo       | xxx      | NC       | 2,20   |       |
| 21   | A      | Wang Zhen (en)         | Chine            | o        | xo       | xxx      | NC       | 2,20   |       |
| 22   | A      | Alperen Acet           | Turquie          | xxo      | xo       | xxx      | NC       | 2,20   |       |
| 23   | B      | Yual Reath             | Australie        | o        | xxo      | xxx      | NC       | 2,20   |       |
| 24   | B      | Tomohiro Shinno        | Japon            | o        | xxo      | xxx      | NC       | 2,20   |       |
| 25   | B      | Sarvesh Kushare (en)   | Inde             | o        | xxx      | NC       | NC       | 2,15   |       |
| 26   | A      | Vladyslav Lavskyi (en) | Ukraine          | o        | xxx      | NC       | NC       | 2,15   |       |
| 27   | B      | Joel Baden             | Australie        | xo       | xxx      | NC       | NC       | 2,15   |       |
| 28   | A      | Vernon Turner (en)     | États-Unis       | xxo      | xxx      | NC       | NC       | 2,15   |       |
|      | B      | Tobias Potye           | Allemagne        | NC       | NC       | NC       | NC       | NM     |       |
|      | B      | Andriy Protsenko       | Ukraine          | NC       | NC       | NC       | NC       | NM     |       |
|      | A      | Donald Thomas          | Bahamas          | NC       | NC       | NC       | NC       | NM     |       |

## Légende
Records et Performances
- AR : Record continental (area record)
- CR : Record des championnats (championship record)
- MR : Record du meeting (meet record)
- NR : Record national (national record)
- OR : Record olympique (olympic record)
- PR : Record paralympique (paralympic record)
- PB : Record personnel (personal best)
- SB : Meilleure performance personnelle de la saison (season's best)
- WL : Meilleure performance mondiale de l'année (world leader)
- WJR : Record du monde junior (world junior record)
- WR : Record du monde (world record)

Circonstances et Conditions
- DNF : N'a pas terminé (did not finish)
- DNS : N'a pas pris le départ (did not start)
- DQ : Disqualification (disqualification)
- NM : Aucun essai valable enregistré (No Mark)
- Q : Qualifié « directement » au prochain tour (ou à la prochaine compétition), lors d'une compétition majeure, grâce au classement ou à la réalisation des minima (automatic qualifier)
- q : Qualifié au prochain tour (ou à la prochaine compétition), lors d'une compétition majeure, grâce au repêchage ou à la réalisation de l'une des meilleures performances parmi celles des « non qualifiés directement » (grâce au meilleur temps ou à la meilleure distance par exemple) (secondary qualifier)